# Waref Abu Quba
Waref Abu Quba (arabisch وارف أبو قبع; * 17. Januar 1986 in Al Tall, Syrien) ist ein deutsch-syrischer Filmemacher und Grafikdesigner. Er lebt seit 2014 in Deutschland und wurde international durch seine experimentellen Kurzfilme und Animationsfilme bekannt.

## Leben und Werk
Abu Quba wurde in Al Tall in der Nähe der syrischen Hauptstadt Damaskus geboren. Er erwarb einen Bachelor in Grafikdesign an der Fakultät für Künste der Universität Damaskus. Seit 2007 arbeitet Abu Quba als freischaffender Regisseur und Motion-Graphic-Designer für deutsche und internationale Auftraggeber. Nach Ausbruch des Bürgerkriegs in Syrien im Jahr 2011 floh Abu Quba zunächst nach Dubai und Amman. 2014 beantragte er Asyl in Deutschland und lebt seither in Darmstadt.
Im Februar und März 2011 hatte Abu Quba Momente aus dem Alltag in Damaskus kurz vor dem Ausbruch des Bürgerkriegs filmisch festgehalten. Die Bilder seines daraus entstandenen Kurzfilms In Damascus (2014) sind mit Versen über Damaskus des palästinensischen Dichters Mahmud Darwisch und entsprechender Filmmusik versehen. Sie bieten impressionistische Einblicke aus der Damaszener Altstadt vor dem Krieg. In Damascus gewann den Preis für Hervorragende Filmkunst (Outstanding Cinematography) beim Autumn Shorts Film Festival, Somerset, Kentucky, USA 2015, und wurde auf mehreren Filmfestivals ausgezeichnet. Auf der Videoplattform Vimeo erzielte der Film innerhalb weniger Monate mehr als 40.000 Zugriffe.
Der Animationsfilm Four Acts for Syria, den er zusammen mit dem syrisch-armenischen Künstler Kevork Mourad schuf, wurde im Rahmen der Berlinale Talents 2016 mit dem Filmpreis der Robert-Bosch-Stiftung ausgezeichnet.
Sein experimenteller Kurzfilm Takrar von 2023 ist eine Stop-Motion-Animation und besteht aus 270 Aufnahmen, die der Filmemacher aus etwa 2.900 Fotos ausgewählt hatte. Die einzelnen Szenen konzentrieren sich auf aufwändige Motive der islamischen, osmanischen, griechischen und byzantinischen visuellen Künste in Istanbul. Der Filmschnitt ist mit einer rhythmischen Tonspur des Perkussionisten Robbe Kieckens unterlegt.
Abu Quba schuf zahlreiche Kurzfilme aus den Bereichen Animation, Spielfilm, Musikvideo und anderen Genres, die auf nationalen und internationalen Filmfestivals uraufgeführt und ausgezeichnet wurden. Aufgrund seiner Eindrücke in Darmstadt schuf Abu Quba ein experimentelles Stadtportrait seines neuen Wohnorts sowie Werbefilme für Firmen und Organisationen der Stadt.
Daneben hat er sein Repertoire um KI-generierte Animationen erweitert und eine Reihe von „KI-Videostudien“ gestartet, die vor allem in sozialen Medien Aufmerksamkeit erzielten. Im Februar 2024 referierte Abu Quba seine Erfahrungen hierzu bei einem Symposium für KI Getting Ready for the Future an der Universität Ohio, USA.

## Ausstellungen und Festivals
- Videoarbeit "Stadt, Licht & Bewegung" im Rahmen der Ausstellung Planet 9 in der Kunsthalle Darmstadt, 2016.
- 10. International Series Festival die Seriale, Giessen, 2024

## Auszeichnungen
- In Damascus:
- Zebra Poetry Film Festival, Münster/Berlin, 2016
- Arab Film Festival, San Francisco, USA, 2016
- 9. Annual Houston Palestine Film Festival, 2015

- Four Acts for Syria, Filmpreis der Robert-Bosch-Stiftung bei Berlinale Talents 2016